# Wuppertal Institute
Il Wuppertal Institute per il clima, l'ambiente e l'energia (Wuppertal Institut für Klima, Umwelt, Energie) è un istituto di ricerca tedesco che esplora e sviluppa modelli, strategie e strumenti per sostenere lo sviluppo sostenibile a livello locale, nazionale e internazionale. La ricerca della sostenibilità presso l'Istituto Wuppertal si concentra sull'ecologia e la sua relazione con l'economia e la società. Particolare enfasi è posta sulla ricerca di innovazioni tecnologiche e sociali atte a disaccoppiare la prosperità della crescita economica dall'uso/abuso delle risorse naturali.

## Storia
L'Istituto Wuppertal si considera da sempre un intermediario tra scienza, economia e politica. La sede dell'Istituto è nella città tedesca di Wuppertal. Il presidente dell'Istituto, eletto nel marzo 2010, è Uwe Schneidewind.
Il Wuppertal Institute collabora con un gran numero di università e istituti tedeschi ed esteri. Ha per esempio contatti di cooperazione formali con il Centro di ricerche e studi sull'ambiente e l'energia (CEERS) di Teheran, l'Università Tsinghua di Pechino, l'Università di Osnabrück e l'Università di Wuppertal. È stato inoltre recentemente raggiunto un accordo di cooperazione con l'Università di Kassel. Inoltre, l'Istituto Wuppertal e l'Istituto di ricerca per l'innovazione e l'imprenditorialità (iENTIRE) hanno concordato un percorso di ricerca aziendale. Altri progetti congiunti di ricerca sono in atto con l'Istituto per le Strategie Ambientali Globali (IGES) in Giappone e The Energy and Resources Institute (TERI) in India.